# Orlando Trustfull
Orlando Trustfull est un footballeur néerlandais né le 4 août 1970 à Amsterdam. Il évoluait au poste de milieu de terrain. 

## Biographie
Il est marié à la présentatrice télé Quinty Trustfull

## Carrière
- 1989-1990 : HFC Haarlem ( Pays-Bas)
- 1990-1991 : SVV Dorecht ( Pays-Bas)
- 1992 : FC Twente ( Pays-Bas)
- 1992-1996 : Feyenoord Rotterdam ( Pays-Bas)
- 1996-1997 : Sheffield Wednesday ( Angleterre)
- 1997-2001 : Vitesse Arnhem ( Pays-Bas)[1]

## Palmarès
- 2 sélections en équipe des Pays-Bas lors de l'année 1995
- Champion des Pays-Bas en 1993 avec le Feyenoord Rotterdam
- Vainqueur de la Coupe des Pays-Bas en 1994 et 1995 avec le Feyenoord Rotterdam